# 1835 no jornalismo
Neste artigo estão localizadas algumas referências aos acontecimentos directos relacionados com o jornalismo, ocorridos durante o ano de 1835.

## Eventos
- 18 de abril - Publicação da primeira edição do jornal diário Açoriano Oriental[1]

## Nascimentos
| Data        | Nome           | Profissão                        | Nacionalidade | Observações | Ref |
| ----------- | -------------- | -------------------------------- | ------------- | ----------- | --- |
| 23 de abril | Eduardo Coelho | tipógrafo, escritor e jornalista | Portugal      | n. 1889     |     |

## Mortes
| Data | Nome | Profissão | Nacionalidade | Observações | Ref |
| ---- | ---- | --------- | ------------- | ----------- | --- |